# Вулиця Бродівська (Львів)
Вулиця Бро́дівська — вулиця у Личаківському районі міста Львів, у місцевості Знесіння. Пролягає від вулиці Польової вздовж залізниці до тупика.
З 1930-х років вулиця мала назву Польова бічна перша. У 1993 році отримала сучасну назву.
До вулиці приписано кілька приватних одноповерхових будинків, зведених у 1930-х роках.